# تقويرة فستان

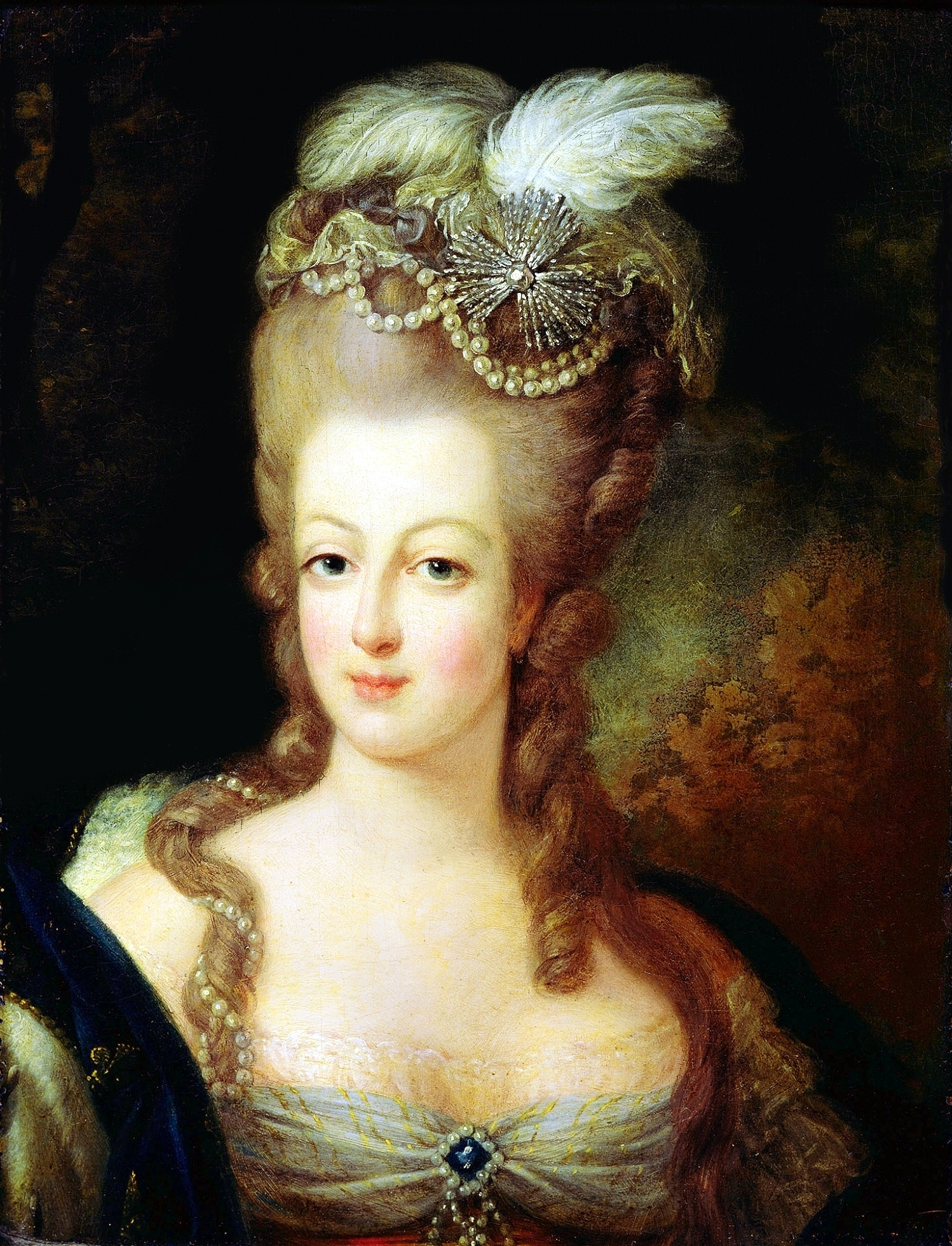
ديكولتيه ماري أنطوانيت

تقويرة الفستان (فرنسي:décolleté، نقحرة: ديكولتيه) هي منطقة مكشوفة في الملابس النسائية الخاصة بالثدي في منطقة عظم القص، وتشير إلى ما لا تغطيه الملابس. (أو الغير شفاف في فن الجسد) ويشمل المنطقة السفلى من خط العنق. في بعض الثقافات تعتبر التقويرة لمسة جمالية أو مثيرة، وقد تكون مرتبطة بالملابس التي تكشف أسفل خط العنق أو التي تبرز الثدي مثل فستان الحفلة وفستان السهرة والملابس الداخلية وملابس السباحة. وفي هذه الثقافات تسعى النساء على مر التاريخ إلى تعزيز جاذبيتها الجسدية وأنوثتها، في سياق تغيير الموضة والمعيار الاجتماعي للعفة بتغير المكان والزمان. وفي بعض الثقافات أي كشف للتقويرة يعتبر تابو أو غير قانوني أو مرفوض أجتماعياً.
الفستان ذو التقويرة يسمى المُقَوَّر، والمرأة المرتدية فستاناً مقوراً تسمى مُقَوَّرة الفستان.